# Peter Jacobson
Peter D. Jacobson (Chicago, 24 de março de 1965) é um ator americano, célebre por interpretar o dr. Chris Taub na série de televisão House, M.D..

## Biografia
Nascido em uma família judaica não-praticante em Chicago (Illinois), filho do âncora (apresentador) Walter Jacobson, atuou em inúmeros programas de televisão, seriados e filmes.
Interpretava Chris Taub, um cirurgião plástico no seriado médico House, M.D. que trabalha na equipe de Gregory House.

## Filmografia
| Ano       | Filme                                        | Papel                                             | Obs. |
| --------- | -------------------------------------------- | ------------------------------------------------- | --- |
| 1993      | NYPD Blue (série de TV)                      | Repórter n.º 1                                    | 1 episódio (4B or Not 4B)                                                                                                   |
| 1994      | It Could Happen to You                       | Repórter televisivo                               | |
| 1994      | Law & Order (série de televisão - 1994-2006) | Dr. Karl Styne, Randolph J. 'Randy' Dworkin, Esq. | 4 episódios (como dr. Karl Styne; em "Chosen, Bounty, Thinking Makes It So" como Randolf J. 'Randy' Dworkin, Esq.)          |
| 1996      | Ed's Next Move                               | Proprietário do café Yalta                        | |
| 1997      | Private Parts                                | Advogado                                          | |
| 1997      | Commandments                                 | Banqueiro                                         | |
| 1997      | OZ (série de televisão)                      | Carlton Auerback                                  | 1 episódio ("Capital P") |
| 1997      | Conspiracy Theory                            | Operador de vigilância                            | |
| 1997      | Deconstructing Harry                         | Goldberg/ Personagem de Harry                     | |
| 1997      | Spin City (série de TV)                      | Greg Mullins                                      | 1 episódio ("Porn in the U.S.A.")                                                                                           |
| 1997      | As Good as It Gets                           | Homem à mesa                                      | Sentado à mesa com Lisa Edelstein, sua futura colega de elenco em House M.D.                                                |
| 1998      | A Price Above Rubies                         | Schnuel                                           | |
| 1998      | Great Expectations                           | Homem no telefone                                 | |
| 1998      | Mixing Nia                                   |                                                   | |
| 1998      | A Civil Action                               | Neil Jacobs                                       | |
| 1999      | Hit and Runway                               | Elliot Springer                                   | |
| 1999      | Cradle Will Rock                             | Silvano - tio                                     | |
| 2000      | Talk to Me (série de TV)                     | Sandy                                             | |
| 2000      | Looking for an Echo                          | Marty Pearlstein                                  | |
| 2000      | Bull (série de TV - 2000-2001)               | Josh Kaplan                                       | 5 episódios (Blood, Flopsweat and Tears; One Night in Bangkok; Appearance of Impropriety; Love's Labors Lost; White Knight) |
| 2001      | Life with David J                            |                                                   | |
| 2001      | Roomates                                     | Eric                                              | |
| 2001      | Will and Grace (série de TV)                 | Paul Budnik                                       | 1 episódio ("Mad Dogs and Average Men")                                                                                     |
| 2001      | 61*                                          | Artie Green                                       | |
| 2001      | Gideon's Crossing                            | Josh Steinman                                     | 1 episódio ("The Way") |
| 2001      | Third Watch (série de TV)                    | Detetive Hall                                     | 1 episódio ("Childhood Memories")                                                                                           |
| 2001      | Get Well Soon                                | Nathan                                            | |
| 2002      | Pipe Dream                                   | Arnie Hufflitz                                    | |
| 2002      | Showtime                                     | Brad Slocum                                       | |
| 2002      | Path to War                                  | Adam Yarmolinsky                                  | |
| 2003      | A.U.S.A. (série de TV)                       | Geoffrey Laurence                                 | |
| 2003      | Ed (série de TV)                             | Jeff Foster                                       | 1 episódio ("Goodbye Stuckeyville")                                                                                         |
| 2004      | ER (série de TV)                             |                                                   | 1 episódio ("The Student")                                                                                                  |
| 2004      | Strip Search                                 | John Scanlon                                      | |
| 2004      | Method and Red (série de TV)                 | Bill Blaford                                      | 1 episódio ("Something About Brenda")                                                                                       |
| 2005      | Hope and Faith (série de TV)                 | Aaron Melville                                    | 2 episódios ("Wife Swap: Parts 1&2")                                                                                        |
| 2005      | Good Night, and Good Luck                    | Jimmy                                             | |
| 2005      | Domino                                       | Burke Beckett                                     | |
| 2005      | CSI: Miami (série de TV)                     | George Hammett                                    | 1 episódio ("Payback") |
| 2006      | Love Monkey (série de TV)                    | Cara do Wapow!                                    | 1 episódio ("Confidence")                                                                                                   |
| 2006      | Scrubs (série de TV)                         | Sr. Foster                                        | 1 episódio ("My Big Bird")                                                                                                  |
| 2006      | Failure to Launch                            | Homem do estaleiro                                | |
| 2006      | The Passage                                  | Jacob Schultz                                     | |
| 2006      | Criminal Minds (série de TV)                 | Michael Ryer                                      | 1 episódio ("Somebody's Watching")                                                                                          |
| 2006      | In Justice (série de TV)                     | Yarmulke Jake                                     | 5 episódios (piloto, "Golden Boy", "Victims", "Side Man", "Crossing the Line")                                              |
| 2006      | The Lost Room (série de TV)                  | Wally Jabrowski                                   | 3 episódios ("The Eye and the Prime Object", "The Comb and the Box", "The Key and the Clock")                               |
| 2007      | The Memory Thief                             | Sr. Freeman                                       | |
| 2007      | Live Free or Die Hard                        | Parceiro de Maggie Q                              | Não-creditado |
| 2007      | Purple Violets                               | Monroe- Agente imobiliário                        | Não-creditado |
| 2007      | Boston Legal (série de TV)                   | Promotor Randy Golden                             | 1 episódio ("Guantanamo by the Bay")                                                                                        |
| 2007      | Transformers                                 | Sr. Hosney                                        | Participação especial |
| 2007      | The Starter Wife (minissérie)                | Kenny Kagan                                       | 6 episódios (Hour 1, Hour 2, Hour 3, Hour 4, Hour 5 and Hour 6)                                                             |
| 2007-2012 | House M.D. (série de TV)                     | Dr. Chris Taub                                    | 101 episodios |
| 2008      | What Just Happened                           | Cal                                               | |
| 2008      | Midnight Meat Train                          | Otto                                              | |
| 2012      | Law & Order SVU (série de TV)                | 1 episódio ("Rhodium Nights")                     | |
| 2015      | Chicago P.D.                                 | 1 episódio ("What Puts You On That Ledge")        | |
| 2018      | NCIS: Los Angeles                            | John Rogers (10ª temporada)                       | |